# 22 Волос Вероники
22 Волос Вероники (лат. 22 Comae Berenices), HD 109307 — одиночная звезда в созвездии Волос Вероники на расстоянии приблизительно 283 световых лет (около 86,7 парсек) от Солнца. Видимая звёздная величина звезды — +6,243m. Возраст звезды определён как около 646 млн лет.

## Характеристики
22 Волос Вероники — белая звезда спектрального класса A4Vm, или A4, или A2. Масса — около 2,2 солнечной, радиус — около 2,029 солнечного, светимость — около 18,88 солнечной. Эффективная температура — около 8381 K.

## Планетная система
В 2019 году учёными, анализирующими данные проектов HIPPARCOS и Gaia, у звезды обнаружена планета HIP 61295 b.